# Sandie Shaw
Sandie Shaw (született: Sandra Ann Goodrich; Dagenham, Essex, Egyesült Királyság, 1947. február 26. –) brit énekesnő.

## Életpályája

### Kezdetek
Dagenhamban született és nevelkedett. Tizenhét évesen kezdett énekléssel foglalkozni, miután egy híres énekes, Adam Faith felfedezte őt. Egy tehetségkutató versenyen elért eredményének köszönhetően kapott lehetőséget, hogy találkozzon az énekessel egy koncerten, akinek nagyon megtetszett, és bemutatta producerének, Eve Taylornak. Taylor bemutatta őt Chris Andrews dalszövegírónak, aki későbbi dalainak nagy részét írta.

### A '60-as évek
Első dala még nem hozta meg a várt sikert, azonban második kislemeze, az 1964-ben megjelent (There's) Always Something There to Remind Me a brit slágerlista csúcsáig jutott. Ezt további sikeres dalok követték, melyeket olasz, francia, német és spanyol nyelven is rögzített, melynek köszönhetően Európa többi országában is ismertté vált.
1966-os kislemezeiből egyre kevesebbet adtak el, ezért producere Shaw akarata ellenére úgy döntött, hogy benevezi őt az 1967-es Eurovíziós Dalfesztiválra. Akkoriban jellemző módon a BBC egyszemélyes nemzeti döntőt rendezett, Shaw énekelt öt dalt, amelyek közül a nézők választották ki a versenydalt. Tell the boys, I'll cry myself to sleep, Had a dream last night, Puppet on a string és Ask any woman volt az öt dal címe. Végül a Puppet On A String ("Marionettbábu") című dal nyert, melyet saját bevallása szerint utált "az első hangtól az utolsóig", főleg hímsoviniszta dalszövege miatt. A Bécsben megrendezett nemzetközi versenyen emlékezetes módon mezítláb adta elő dalát. Végül az Egyesült Királyság első Eurovíziós győzelmét megszerezve, a verseny történetének egyik legnagyobb különbségével nyert. A dal első helyezett lett a brit slágerlistán, és körülbelül négymillió darabot adtak el belőle világszerte.
A következő évben feleségül ment egy divattervezőhöz, Jeff Bankshez, akitől egy lánya született. Férjének köszönhetően kezdett a divattal foglalkozni, és saját divatmárkát hozott létre.

### A '70-es évektől napjainkig
A '70-es években az éneklés háttérbe szorult, helyette színészettel, illetve gyermekkönyvek írásával foglalkozott. Emellett a buddhizmus keltette fel érdeklődését, mellyel ma is foglalkozik.
Később az EMI zenekiadó cégnél válogatáslemezeket jelentett meg, illetve saját honlapot indított. 2007-ben, hatvanadik születésnapján ott tette közzé a Puppet on a Strings egy új, átdolgozott változatát.

## Diszkográfia

### Albumok
- Sandie (1965) #3 UK, #100 USA
- Me (1965)
- Love Me, Please Love Me (1967)
- The Sandie Shaw Supplement (1968)
- Reviewing the Situation (1969)
- Choose Life (1983)
- Hello Angel (1988)

### Legsikeresebb kislemezei
- (There's) Always Something There to Remind Me (1965) #1 UK
- Girl Don't Come(1965) #3 UK
- I'll Stop At Nothing (1965) #4 UK
- Long Live Love (1965) #1 UK
- Message Understood (1965) #6 UK
- Tomorrow (1966) #9 UK
- Puppet on a String (1967) #1 UK
- Monsieur Dupont (1969) #6 UK

## Fordítás
- Ez a szócikk részben vagy egészben  a   Sandie_Shaw című angol Wikipédia-szócikk fordításán alapul.  Az eredeti cikk szerkesztőit annak laptörténete sorolja fel. Ez a jelzés csupán a megfogalmazás eredetét és a szerzői jogokat jelzi, nem szolgál a cikkben szereplő információk forrásmegjelöléseként.

## Külső hivatkozások
- Hivatalos honlap
- Biográfia az Allmusic.com weboldalon